# قایق اژدر افکن تیپ ۳۷
قایق اژدرافکن تیپ ۳۷ (به انگلیسی: Type 37 torpedo boat) یک قایق اژدرافکن آلمان نازی و سپس اتحاد شوروی بود که طول آن ۸۵٫۲۰ فوت (۲۵٫۹۷ متر)، پهنایش ۸٫۸۷ فوت (۲٫۷۰ متر)، آبخورش ۲٫۵۱ فوت (۰٫۷۷ متر) و سرعتش نیز ۳۵٫۵ گره (۶۵٫۷ کیلومتر بر ساعت) بود.